# Мартален
Мартален (нім. Marthalen) — громада  в Швейцарії в кантоні Цюрих, округ Андельфінген.

## Географія
Громада розташована на відстані близько 120 км на північний схід від Берна, 30 км на північ від Цюриха.
Мартален має площу 14,1 км², з яких на 11,8% дозволяється будівництво (житлове та будівництво доріг), 47,3% використовуються в сільськогосподарських цілях, 39,2% зайнято лісами, 1,8% не є продуктивними (річки, льодовики або гори).

## Демографія
2019 року в громаді мешкало 1918 осіб (-0,7% порівняно з 2010 роком), іноземців було 11,4%. Густота населення становила 136 осіб/км².
За віковим діапазоном населення розподілялося таким чином: 19,8% — особи молодші 20 років, 60,8% — особи у віці 20—64 років, 19,3% — особи у віці 65 років та старші. Було 839 помешкань (у середньому 2,3 особи в помешканні).
Із загальної кількості 1164 працюючих 92 було зайнятих в первинному секторі, 276 — в обробній промисловості, 796 — в галузі послуг.